# Virágosvölgy
Virágosvölgy románul: Valea Florilor, falu Romániában, Erdélyben, Kolozs megyében.

## Fekvése
Tordától északra fekvő település.

## Története
Virágosvölgy a Kolozsbós határában eredő és Aranyosgyéres fölött  az Aranyosba 
ömlő patak völgye, ahol vasút kanyarog. 1808-ban  val+riv Világosvölgy ~ Virágosvölgy. 
Tanyaszerű lakott helyeinek egy része Virágosvölgy néven faluvá szerveződött.
1913-ban Virágosvölgy Ploszkos tartozéka volt.
Virágosvölgy korábban Torda (Turda) része volt. Különvált Labodás (Lobodaş), Martalja (Costeşti, utóbb Labodás [Lobodaş] része lett), valamint Békás (Bicaş), Bagoly (Bogomirea) és Sóspatak (Valea Sărată) is; utóbbiak később visszakerültek. 1956-ban 194 lakosa volt.
1966-ban 268 lakosából 259 román, 9 magyar, 1977-ben 446 lakosából 442 román 4 magyar, 1992-ben 287 lakosából 285 román, 2 magyar volt. A 2011-es népszámláláskor pedig 302 román lakosa volt.

## Nevezetességek
- Területén egykor sóbányászat folyt, ősi-, a La Tène-korból való sóbányák nyomait tárták fel.